# Saša, Tin i Kedžo
Saša, Tin i Kedžo je bio kratkotrajni i prvi hrvatski boy band koji je nastao 2003. godine u reality showu Story Supernova Music Talents na Novoj TV.
Sastav se prvi put spominje u kasnijim fazama showa, te je osnovan na osnovi popularnosti svojih članova sa showom hrvatske teen publike. Sastav snima pjesmu te onda održavaju svoju jedinu turneju po jadranskoj obali u ljeto 2004. Ubrzo nakon turneje, sastavu se smanjila popularnost, članovi sastava su se razišli i sastav je na kraju prestao postojati.

## Diskografija
Boy band je svoju popularnost najviše stekao s pjesmama "365" (za koju je napravljen spot) i "Ništa ili sve" koje su uvrštene u jedini album sastava Instant.
- Instant (2004.)